# Alexander Klemin
Alexander Klemin, né le 15 mai 1888 à Londres et mort le 13 mars 1950 à Greenwich (Connecticut), était un ingénieur aéronautique américain d'origine britannique. Il fut un pionnier de l'aérodynamique, et de la construction d'hélicoptères.

## Œuvres
- Textbook of Aeronautical Engineering (1918)[2],[3]
- Airplane stress analysis (1927)[2],[4]
- Simplified Aerodynamics (1928)[2],[3]
- (en) Alexander Klemin, First Book in Aviation (If You Want to Fly), Coward McCann, 1929[2],[3]
- (en) Lieutenant Alexander Klemin, Aeronautical Engineering and Airplane Design, Andesite Press, 2015, 150 p. (ISBN 1-29849-315-3, EAN 978-1-29849-315-6).